# Jevgenyij Makszimovics Novikov
Jevgenyij Makszimovics Novikov (oroszul: Евгений Максимович Новиков; Moszkva, 1990. szeptember 19. –) orosz raliversenyző.

## Pályafutása
Tizenhét éves volt, amikor 2007-ben bemutatkozott rali-világbajnokság mezőnyében. Első világbajnoki versenye a Brit rali volt, amelyen egy N csoportos Subaru Impreza-val vett részt. Ezen a futamon egy baleset miatt nem ért célba.
Jevgenyij 2008-ban benevezett az N csoportos rali-világbajnokságra. A szezon során hat futamból négyszer kiesett. Egyedül a Japán ralin ért célba pontot érő helyen. Itt vezette az N-es értékelést, és végül csak 2,9 másodperccel kapott ki a győztes Juho Hänninentől.

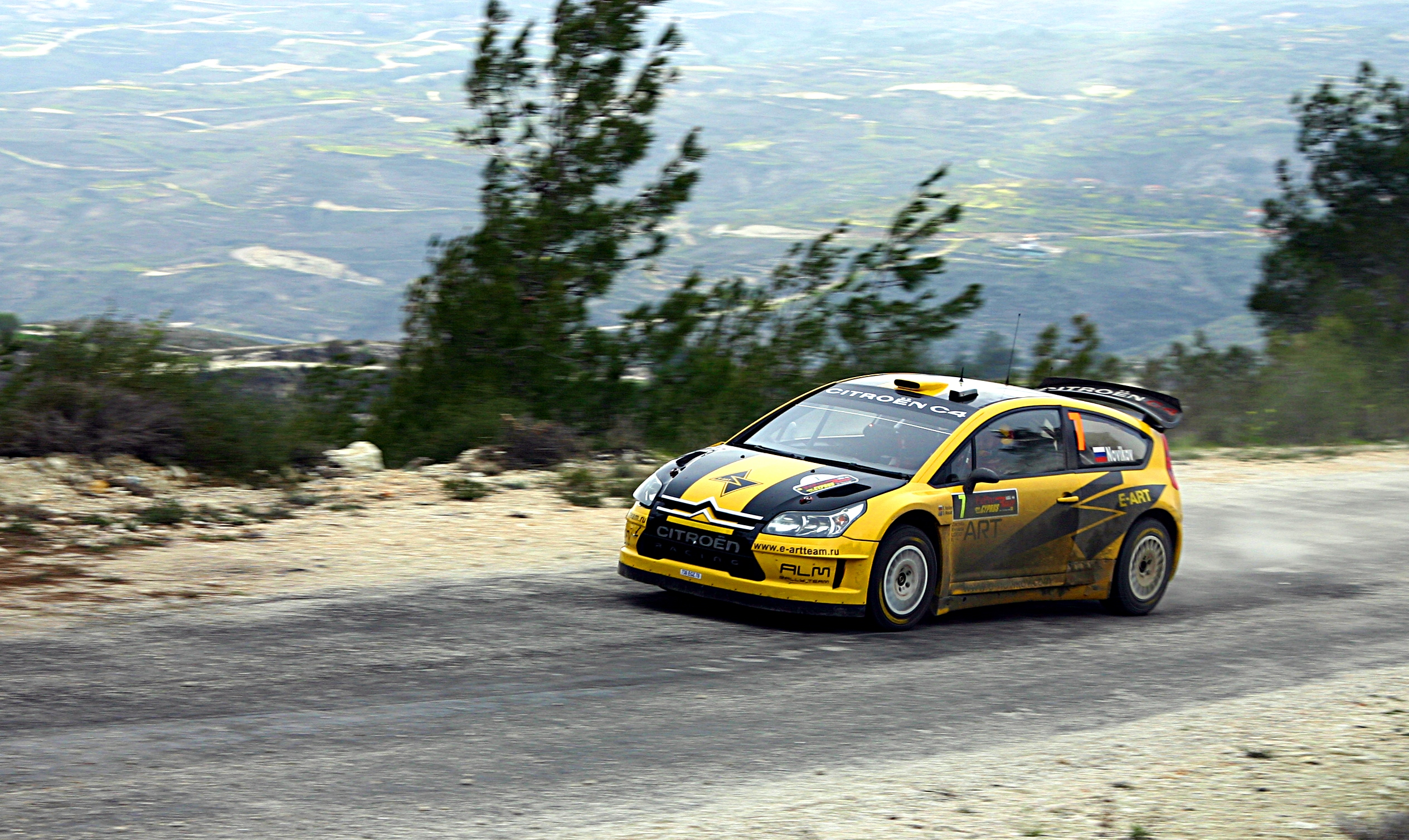
A 2009-es Ciprus-ralin

A 2009-es évben kedvező szponzori hátterének köszönhetően nyolc világbajnoki versenyen indult WRC-vel. Jevgenyijnek a szezont megelőzően lehetősége nyílt tesztelni mind a Ford, mind a Citroen WRC-autóját, és végül a Citroennel állapodott meg. Így a tervezett nyolc futamon a Citroen Junior Team csapatával vett részt. Ezek mindegyike Európában rendezett viadal volt. Több figyelemfelkeltő részeredménye volt, négy szakaszgyőzelmet szerzett a szezonban, és egy alkalommal pontszerzőként, az ötödik helyen ért célba.
2010-ben az orosz bajnokság futamain szerepelt, majd 2011-ben újfent a világbajnokságon vesz részt.
Az idei szezon hat versenyén egy privát Fiesta WRC-vel, míg egy versenyen egy DS3 WRC-vel indult. Egyedül a katalán ralin szerzett pontot, ahol hetedik lett. A szezonzárón a Ford gyári csapatának autójával, Hálid al-Kászimi helyén indul.

## Eredményei

### Rali-világbajnokság
Eredménylista
Táblázat értelmezése
| Év   | Csapat                                | Autó                     | 1   | 2      | 3      | 4      | 5      | 6     | 7      | 8      | 9      | 10     | 11     | 12    | 13  | 14     | 15     | 16     | Helyezés | Pont |
| ---- | ------------------------------------- | ------------------------ | --- | ------ | ------ | ------ | ------ | ----- | ------ | ------ | ------ | ------ | ------ | ----- | --- | ------ | ------ | ------ | -------- | ---- |
| 2007 | Evgeny Novikov                        | Subaru Impreza WRX STi   | MON | SWE    | NOR    | MEX    | POR    | ARG   | ITA    | GRE    | FIN    | GER    | NZL    | ESP   | FRA | JPN    | IRE    | GBR Ki | -        | 0    |
| 2008 | Evgeny Novikov                        | Subaru Impreza WRX STi   | MON | SWE    | MEX    | ARG Ki | JOR    | ITA   |        |        |        |        |        |       |     |        |        |        | -        | 0    |
| 2008 | Evgeny Novikov                        | Mitsubishi Lancer Evo IX |     |        |        |        |        |       | GRE 35 | TUR Ki | FIN    | GER    | NZL Ki | ESP   | FRA | JPN 11 | GBR Ki |        | -        | 0    |
| 2009 | Citroën Junior Team                   | Citroën C4 WRC           | IRE | NOR 11 | CYP Ki | POR Ki | ARG    | ITA 5 | GRE 15 | POL 9  | FIN Ki | AUS    | ESP Ki | GBR   |     |        |        |        | 13.      | 4    |
| 2011 | M-Sport Stobart Ford World Rally Team | Ford Fiesta RS WRC       | SWE | MEX Ki | POR    | JOR    | ITA 14 | ARG   | GRE 20 | FIN Ki | DEU    | AUS Ki | FRA 24 |       |     |        |        |        | 21.*     | 6*   |
| 2011 | ALM Russia                            | Citroën DS3 WRC          |     |        |        |        |        |       |        |        |        |        |        | ESP 7 | GBR |        |        |        | 21.*     | 6*   |

*Szezon folyamatban